# Darów
Darów est une localité polonaise de la gmina de Jaśliska, située dans le powiat de Krosno en voïvodie des Basses-Carpates.
Jusqu'au 31 décembre 2016, la ville appartenait à la gmina de Komańcza dans le powiat de Sanok.